# 江迎町巡回バス

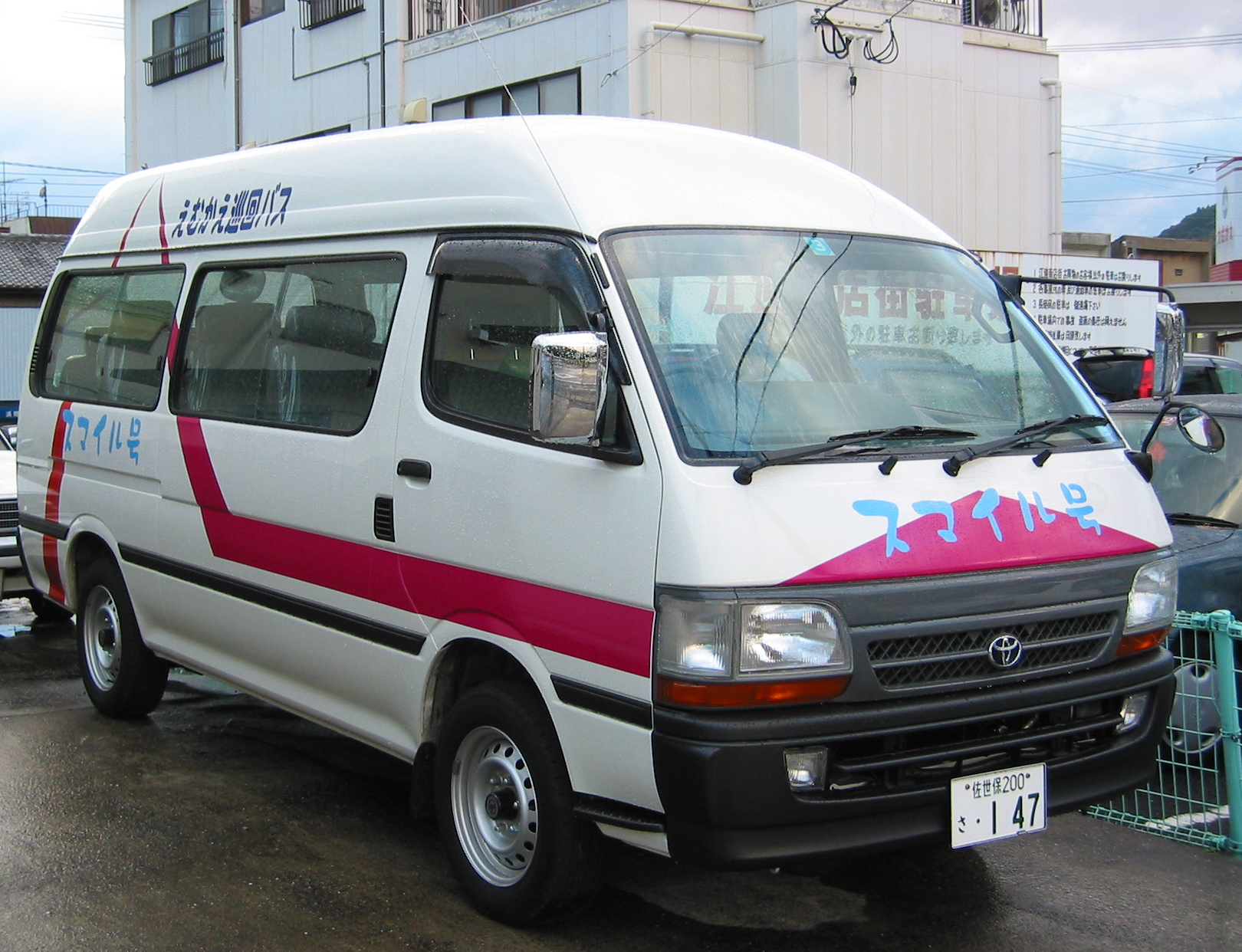
「スマイル号」の車両

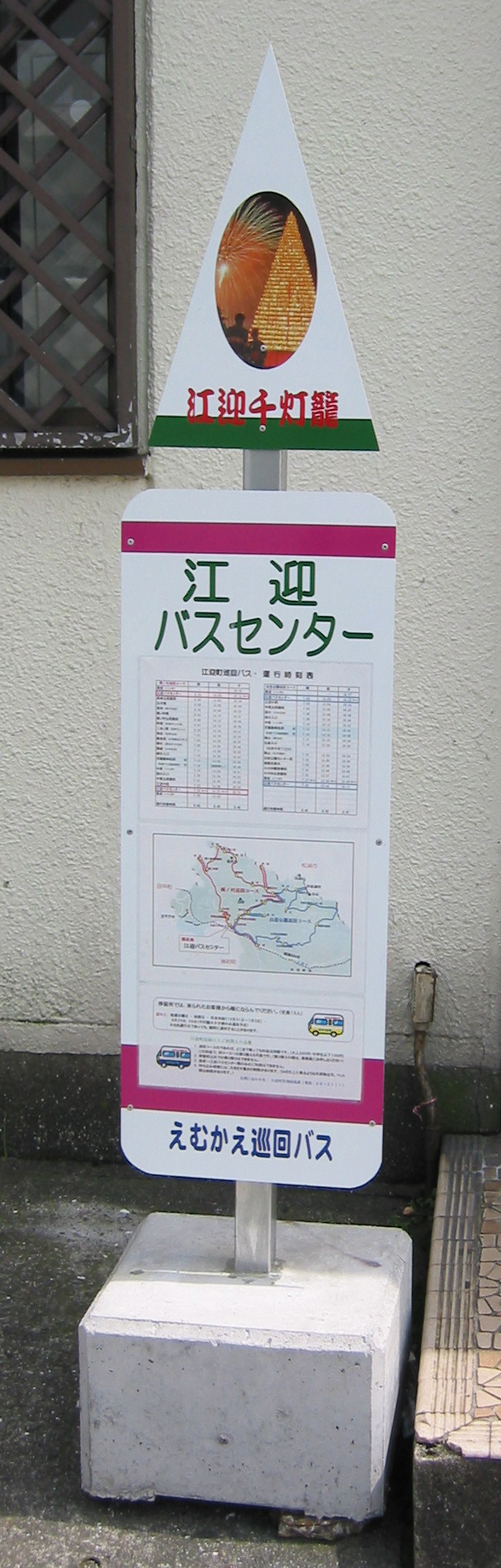
巡回バスのバス停

江迎町巡回バス（えむかえちょうじゅんかいバス）は、長崎県北松浦郡江迎町（現・佐世保市）がかつて運行していたコミュニティバスである。
梶ノ村巡回コースは「ふれあい号」、白岳公園巡回コースは「スマイル号」の愛称が付けられていた。

## 概要
西肥自動車の江迎 - 松浦・御厨間の路線廃止に伴い、交通空白地域を含む町内交通の見直しや交通弱者の移動手段の確保を目的として運行開始した。
運行形態は、道路運送法の規定に基づく自家用バス（白ナンバー車）による有償運送であった。運転業務を、江迎タクシー及びシルバータクシー江迎営業所に委託していた。

## 沿革
- 2002年4月1日 - 運行開始。
- 2004年3月31日 - 路線廃止。

## 運賃・ダイヤ
- 運賃は1回200円均一、中学生以下は100円。身体障害者手帳、療育手帳の交付を受けている障害者は半額。
  - 他の路線への乗換は、そのままの料金で可能だった。
  - 回数券（100円券11枚綴り1,000円）、中学生・高校生用の定期券（1か月、3か月）もあった。
  - 回数券、定期券の販売窓口は、江迎町役場、猪調支所、江迎タクシー、シルバータクシー江迎営業所。
- 日曜日・祝祭日・12月31日 - 1月3日は運休。
- 梶ノ村巡回コース、白岳公園巡回コースとも朝・昼・夕の3便運行だった。
- 天龍姫神社前で松浦観光バスの路線との接続がとられていた。[2]

## 路線
以下2路線があった。 ※全バス停掲載、括弧内は一部便のみ
梶ノ村巡回コース
- （高岩） - 江迎バスセンター - 長坂公民館前 - 辻の堂 - 宮田 - 梶ノ村橋 - 梶ノ村公民館前 - 町境 - 二田ノ尾 - 島田 - 飯良坂 - 根引 - 栗越 - 根引入口 - 天龍姫神社前 - 中尾 - 深川入口 - 中尾公民館前 - 江迎小前 - 江迎バスセンター - （高岩）

白岳公園巡回コース
- （高岩） - 江迎バスセンター - 江迎小前 - 中尾公民館前 - 深川 - 深川入口 - 中尾 - 天龍姫神社前 - 城山 - 石森入口 - 寄山 - 白岳公園センター前 - 堤原交差点 - 小川内観音様前 - 小川内公民館前 - 高岩 - 江迎バスセンター

## 車両
- 各路線専用の13人乗りワゴン車（トヨタ・ハイエース）を使用していた。